# Música de Rua
| Críticas profissionais | Críticas profissionais |
| Avaliações da crítica  | Avaliações da crítica  |
| Fonte                  | Avaliação              |
| ---------------------- | ---------------------- |
| allmusic               | link                   |

Música de Rua é o terceiro álbum de estúdio da artista musical brasileira Daniela Mercury. Lançado pela Sony Music Brasil em 27 de agosto de 1994, com produção de Liminha, no rescaldo do sucesso do álbum O Canto da Cidade, e por repetir a fórmula deste, foi bastante maltratado pela crítica. No entanto, conseguiu alcançar a marca de platina duplo, e obteve sucessos como "Música de Rua" e "O Reggae e o Mar". Outro destaque do álbum é a constante presença de Daniela como compositora, que colaborou na construção de metade das canções do álbum.

## Faixas
| N.º            | Título                | Compositor(es)                                                                             | Duração |  |
| 1.             | "Música de Rua"       | Daniela Mercury, Pierre Onassis                                                            | 3:24    |  |
| 2.             | "Vulcão da Liberdade" | Tonho Matéria                                                                              | 3:33    |  |
| 3.             | "Alegria Ocidental"   | Daniela Mercury, Liminha                                                                   | 3:08    |  |
| 4.             | "Tem Amor"            | Daniela Mercury, Liminha                                                                   | 4:19    |  |
| 5.             | "Saudade (Batonga)"   | Angelique Kidjo, John Hebrail / Versão: Daniela Mercury                                    | 3:27    |  |
| 6.             | "Rosa"                | Pierre Onassis                                                                             | 3:30    |  |
| 7.             | "O Reggae e o Mar"    | Daniela Mercury, Rey Zulu                                                                  | 3:16    |  |
| 8.             | "Rap Repente"         | Daniela Mercury, Ramiro Musotto, David Santiago, Beto Resende, Cesário Leone, Toni Augusto | 3:32    |  |
| 9.             | "Domingo No Candeal"  | Lucas Santtana, Quito Ribeiro                                                              | 3:43    |  |
| 10.            | "Sempre Te Quis"      | Herbert Vianna                                                                             | 4:20    |  |
| 11.            | "Folia de Rei"        | Carlinhos Brown, Alain Tavares                                                             | 2:53    |  |
| 12.            | "Por Amor ao Ilê"     | Guiguio                                                                                    | 2:57    |  |
| Duração total: | Duração total:        | Duração total:                                                                             | 42:27   |  |

CD (Edição internacional)
| N.º | Título                               | Compositor(es)                  | Duração |  |
| 13. | "Musica de La Calle (Música de Rua)" | Daniela Mercury, Pierre Onassis |         |  |

## Vendas e certificações
| Região                     | Certificação | Vendas  |
| -------------------------- | ------------ | ------- |
| Brasil (Pro-Música Brasil) | 2× Platina   | 500,000 |